# Орион-Идерне
Орион-Идерне (фр. Aurions-Idernes) насеље је и општина у југозападној Француској у региону Аквитанија, у департману Атлантски Пиринеји која припада префектури Pau.
По подацима из 2011. године у општини је живело 107 становника, а густина насељености је износила 16,93 становника/km². Општина се простире на површини од 6 km². Налази се на средњој надморској висини од 173 метара (максималној 284 m, а минималној 136 m).

## Демографија
| 1962. | 1968. | 1975. | 1982. | 1990. | 1999. | 2011. |
| ----- | ----- | ----- | ----- | ----- | ----- | ----- |
| 169   | 174   | 144   | 157   | 141   | 117   | 107   |

График промене броја становника у току последњих година